# روساريو ليساتا
روساريو ليساتا (بالإيطالية: Rosario Licata)‏ (16 يناير 1989 بشاكا في إيطاليا - ) هو لاعب كرة قدم إيطالي في مركز الدفاع. لعب مع نادي أودينيزي ونادي سبال ونادي فوجيا ونادي كومو ونادي فياريجو وسورينتو كالتشيو ‏ وPortogruaro Calcio ASD ‏.